# Narciso (Londra)
Narciso  è un dipinto di un seguace di Giovanni Antonio Boltraffio. Eseguito probabilmente verso il 1500, è conservato nella National Gallery di Londra.

## Descrizione
I tratti femminei di Narciso, i riccioli mossi e il paesaggio lacustre in lontananza sono tipicamente leonardeschi. L'autore potrebbe essere un seguace del Boltraffio, collaboratore di Leonardo a Milano. Peculiarità del dipinto sono l'abito moderno del personaggio e la presenza di una pila in luogo dello stagno riportato dalla tradizione, probabilmente un pentimento.
Il dipinto è una copia del Narciso alla fonte degli Uffizi, opera realizzata dal maestro.